# Invisible Woman

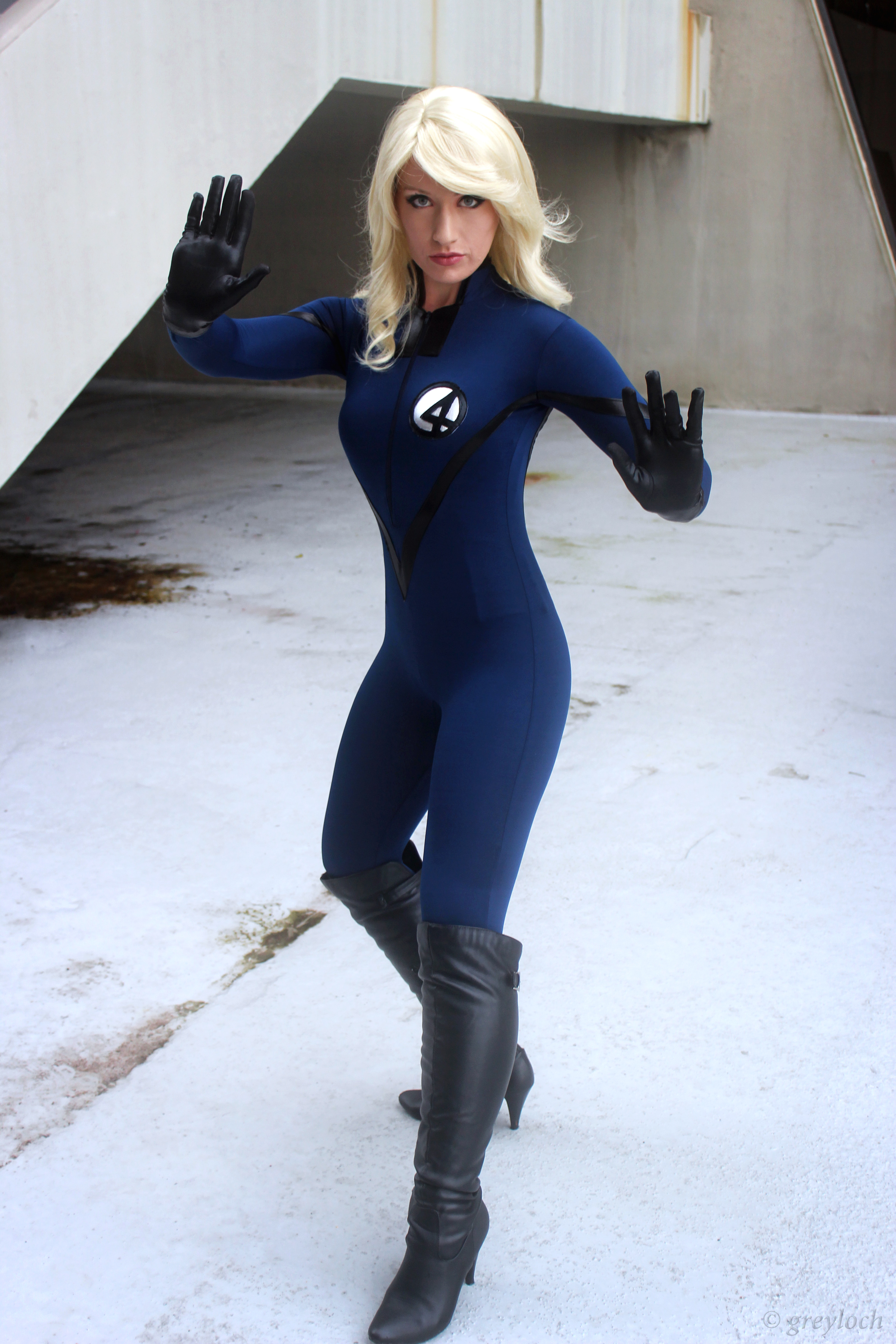
Cosplay av Susan Storm

Invisible Woman debuterade i Fantastic Four #1 i november 1961 och är en superhjälte som är skapad av Stan Lee och Jack Kirby på Marvel. Hon är även känd som Susan Storm eller sedermera Susan Richards. Hennes övermänskliga förmågor är att kunna bli osynlig samt skydda sig själv och andra med ett osynligt kraftfält, krafter som hon liksom sina kamrater fick på grund av kosmisk strålning under en upptäcktsresa som gick fel. Hon är gift med Mr. Fantastic (Reed Richards) och bildar tillsammans med honom, Ben Grimm (Big Ben) och sin bror Johnny Storm (Flamman) superhjältegruppen Fantastic Four.
Sue Storm och hennes bror, Johnny, hade en problemfri barndom fram till dess deras mor Mary skadades svårt i en bilolycka. Deras far, doktor Franklin Storm, lyckades inte rädda henne, och knäckt av förlusten drog sig Storm inom sig själv och överlämnade åt sina barn att ta hand om sig själva. Han hamnade senare i fängelse efter att ha dödat en man på fyllan, och efter denna händelse blev Sue mera som en mor än en syster för sin bror. De båda syskonen flyttade hem till släktingar. Det var under denna tid Sue mötte sin blivande make, Reed Richards, en av sina lärare. Några år efter dessa händelser skedde den ödesdigra rymdresan, där Sue och hennes familj fick sina superkrafter. De beslöt snabbt att bilda ett team och använda sina krafter för att skydda mänskligheten mot allehanda faror.
Teamet fick ett hem i Baxterhuset i New York, varifrån många av deras äventyr utgått. Deras tidigaste antagonister var bland andra undervattensmannen Namor (en komplicerad historia då Namor kom att bli kär i Sue), rymdrasen skrulls, och mullvadsmannen. Under en strid med den senare blev Sue svårt skadad och räddades till livet av sin far, som nyligen flytt från fängelset. Sue fick sig en ordentlig knäck när fadern senare offrade sitt liv för att rädda henne och resten av fyran från skrullerna.
I denna veva gifte sig Reed och Sue (kan vara värt att nämnas att de höll på att bli dödade av Richards gamle fiende dr Doom under ceremonin) och de fick sitt första barn, Franklin, som visade sig vara en mutant med krafter nog att utplåna hela universum och lite till. När Franklin blev äldre, ledde en rad av gräl och missförstånd till att Sue lämnade sin make och resten av fyran, men efter en tid kom hon tillbaka.
Sue blev gravid en andra gång, men ett besök i Negativa zonen resulterade i att barnet utsattes för strålning och dog innan födseln. Bitter och förtvivlad över detta förlorade Sue kontrollen då hon manipulerades av Psycho man, och hon vände sig en kort tid emot resten av fyran. Kort efter detta avgick hon och Reed från gruppen för att ta hand om sin son, men återkom efter ett tag.
När Reed "dödades i strid" övertog Sue kommandot över gruppen och lyckades så småningom övertyga de andra om att hennes make fortfarande levde. Det framkom att han hade blivit kidnappad av den enigmatiske skurken Hyperstorm som i själva verket visar sig vara Franklin Richards och Rachel Summers son (och därmed Sue's och Reed's barnbarn) Jonathan Richards i en möjlig framtid, och fyran lyckades så småningom rädda Reed.
Ett bra tag senare ledde en rad händelser till att Franklin med sina krafter "återskapade" sitt döda syskon, och Sue födde så småningom en frisk flicka, mycket tack vare dr Doom, som dock försökte använda flickan - Valeria - mot fyran. Doom besegrades dock och förvisades till helvetet på mycket obestämd tid.
Fyran splittrades återigen och Sue och Reed gick skilda vägar, men de återförenades i ett försök att rädda sin vän Ben när han var nära döden.
Senaste kända är att en utomjording vid namn Zius, ledare för ett gäng överlevande från planeter konsumerade av planetslukaren Galactus, anlände till jorden och kidnappade Sue. Zius hade skapat ett osynlighetsskydd för planeter som skydd mot Galactus, ett skydd som bara Sue hade kunnat genomtränga. Reed lyckades dock byta ut Sues osynlighetskrafter mot Johnnys eldkrafter och lurade Zius att lämna jorden tomhänt. Strax därpå kom Galactus på besök, förstörde Zius rymdskepp och kidnappade Sues bror Johnny.
Invisible Woman hette tidigare Invisible Girl men valde att "döpa" om sig under 1980-talet.
I filmen Fantastic Four från 2005 benämns Susan Storm igen som Invisible Girl, enligt filmens story namngiven av hennes broder, Johnny.